# Mic (medio de comunicación)
Mic es una empresa estadounidense de medios e internet con sede en la ciudad de Nueva York orientada preferentemente a los millennials.
Originalmente conocido como PolicyMic, saltó a la fama después de su cobertura en el lugar de los hechos de la revolución tunecina de 2011. En abril de 2014, la empresa alcanzó los 19 millones de visitantes exclusivos mensuales.
El 29 de noviembre de 2018, Mic despidió a la mayoría de su personal, de 60 a 70 personas después de que Facebook canceló un acuerdo para publicar una serie de sus videos de noticias.

## Historia
Mic fue cofundada en 2011 como PolicyMic por Chris Altchek y Jake Horowitz, dos amigos de la escuela secundaria en Nueva York.
En enero de 2014, los cofundadores de PolicyMic fueron incluidos en la lista anual de Forbes 30 Under 30.
En 2014, la compañía anunció que cambiaría la marca de su organización para apuntar a los millennials, renombrándose a sí mismos como «Mic». La compañía reportó haber comprado el nombre del dominio por 500 000 dólares estadounidenses, y explicó el cambio de nombre como la compañía que refleja su «enfoque ampliado y visión audaz». Más tarde ese mismo año, Chris Miles, editor en jefe de noticias, fue despedido tras ser acusado de plagio.
El director de noticias de Mic, Jared Keller, fue despedido en febrero de 2015, después de que el sitio web del blog <i>Gawker</i> encontrara varios niveles de plagio en 20 pasajes diferentes de su trabajo. En marzo de 2016, Mic adquirió la aplicación de video Hyper, así como su desarrollador, AntiHero.
Entre los asesores que han pasado por la compañía se encuentran David Shipley, editor ejecutivo de Bloomberg View y exeditor de páginas de opinión en The New York Times, y Jacob Lewis, exeditor principal de The New Yorker. Allison Goldberg, vicepresidente senior de Time Warner Investments, se unió a la junta directiva de Mic en abril de 2017.
El 29 de noviembre de 2018, la mayoría del personal fue despedido, después de que Facebook cancelara un acuerdo con la compañía. Altchek notificó al personal durante una reunión general, diciendo que «Facebook nos tomó por sorpresa en un momento realmente malo» y que «la mayoría de los equipos, incluidos personas, finanzas, recursos humanos, producciones, video, editorial, marketing, ingresos y ejecutivos del equipo partirá hoy». Ese mismo día, Mic fue vendido a Bustle Media Group por menos de USD 5 millones, lo cual era una fracción de los «cientos de millones» que Altchek había dicho que valía el sitio en 2017.

## Contenido
Desde 2018, Mic ha producido contenido de video, con especial énfasis en la justicia social así como en temas «progresistas», descritos como «temas serios importantes para los jóvenes», distribuidos a través del sitio web de Mic y a través de las redes sociales. Este contenido se complementa con videos publicitarios producidos para ciertos clientes.
Escribiendo para Forbes en 2014, Abe Brown describió el estilo de PolicyMic como hiperbólico, con una mezcla de análisis serios de problemas y listas de búsqueda de atención. Brown agrupó el sitio con <i>Upworthy</i>, Buzzfeed y BusinessInsider, en contraposición a los medios de comunicación más convencionales como The New York Times y The Washington Post. En un esfuerzo por mejorar la calidad editorial de Mic, la compañía reclutó a Cory Haik como editor y Kerry Lauerman como editor ejecutivo, ambos provenientes de The Washington Post.
El sitio a veces recluta a colaboradores famosos o del mundo de la política, entre ellos el senador Rand Paul, la ex secretaria de Estado Condoleezza Rice, la senadora Kirsten Gillibrand y la presentadora de radio Daisy Rosario.
En diciembre de 2013, la Casa Blanca trabajó con Mic en lo que se llamó un concurso «a micrófono abierto» para «hacer que la atención médica funcione para nuestra generación».

## Financiamiento e ingresos
Mic genera ingresos a través de la publicidad conocida como «contenido de marca». Digiday.com informó en noviembre de 2014 que «marcas como Microsoft, Cole Haan, Cadillac y, más recientemente General Electric, han recurrido a Mic en los últimos meses con la esperanza de utilizar su experiencia millennial para llegar a la audiencia del sitio de los veinteañeros educados».
The New York Observer reaccionó positivamente a las prácticas financieras de la compañía en 2014, diciendo que Mic no había obtenido ganancias y «tiene el hábito cada vez más raro de pagar a cada uno de sus colaboradores».
En abril de 2017, la compañía había recaudado USD 52 millones en fondos de inversores, incluidos Lightspeed Venture Partners, Lerer Ventures, Advancit Capital, Red Swan Ventures, The John S. y James L. Knight Foundation, Time Warner Investments, Kyu Collective y You & Mr Jones. Aunque la compañía no ha revelado su valor, The Wall Street Journal informó en abril de 2017 que estaba «en el rango de los 'cientos de millones' de dólares».
La empresa despidió a varios empleados a finales de 2017, al igual que otras empresas de medios digitales. Las inconsistencias en el seguimiento de los números de espectadores, los cambios en los algoritmos de Facebook y las tasas de publicidad, y un énfasis excesivo en las historias de texto fáciles de buscar se citaron como algunas de las razones de dicha medida.
Como consecuencia, la compañía cambió los modelos de negocio, con menos contenido general, y en favor de un video periodismo de formato más largo. Business Insider citó la estrategia de la compañía como un ejemplo de la idea de «pivotar al video», común entre las empresas de medios digitales durante ese período.